# 蘭貝斯海崖
蘭貝斯海崖（英語：Lambeth Bluff），是南極洲的海崖，位於澳大利亞海外領地赫德島南部，處於五十一冰川東面，該海崖由澳大利亞探險隊在1948年測量。